# アンドレア・ツァーニ
アンドレア・ツァーニ（Andrea Teodoro Zani, 1696年11月11日 - 1757年9月28日）は、イタリアの作曲家、ヴァイオリニスト。

## 生涯
カザルマッジョーレ出身。父や地元の音楽家らから音楽を学んでいたが、マントヴァ公フェルディナンド・カルロの宮廷楽長であったアントニオ・カルダーラは彼の演奏を聴いて、ウィーンへの旅の同行者に選んだ。ウィーンに到着後、ハプスブルク家の宮廷でヴァイオリニストとして活動した。しかし1736年に庇護者のカルダーラが死去するとカザルマッジョーレに戻り、時折演奏会に出向くほかは生涯を故郷で過ごした。1757年にマントヴァに赴く途中、馬車の転倒事故で死去した。
作品にはアントニオ・ヴィヴァルディの影響がみられるが、後期の作品は前期古典派の様式を示している。

## 作品
- 12の室内ソナタ Op.1（1727）
- 6つのシンフォニアと6つの協奏曲 Op.2
- 12の協奏曲 Op.4
- ヴァイオリンと通奏低音のためのソナタ Op.6（1740）
- 3声のシンフォニア イ長調
- 3声のシンフォニア ト長調
- ヴァイオリン協奏曲 ニ長調 Zan7
- ヴァイオリン協奏曲 ト長調 Zan23

## 文献
- Larue, Jan, and Eugene K. Wolf. "Symphony, §I: 18th century". Grove Music Online ed. L. Macy (Accessed 17 February 2007)
- Wolf, Eugene K. 2004, "Andrea Zani's sinfonie da camera, op. 2 (Casalmaggiore, 1729)". In Giovanni Battista Sammartini and His Musical Environment, Studi sulla storia della musica in Lombardia: Collana di testi musicologici 4, edited by Anna Cattoretti, 531–47. Turnhout: Brepols. ISBN 250351233X